# 헤이트 이터널
헤이트 이터널(Hate Eternal)은 미국 플로리다주 세인트피터즈버그 출신의 데스 메탈 밴드이다. 밴드의 현재 구성원으로 기타리스트/보컬 에릭 루탠과 베이시스트 J. J. 흐루보브카크가 있다. 헤이트 이터널은 오늘날까지 총 6개의 정규 음반을 발매하였다. 밴드의 모든 음반은 프론트맨 루탠이 프로듀싱하였다.